# Liste des médaillés aux championnats du monde de biathlon
Pour un article plus général, voir Championnats du monde de biathlon.
Cet article liste des médaillés aux championnats du monde de biathlon depuis la première édition en 1958.

## Épreuves individuelles

### Individuel
L'épreuve féminine de l'individuel (dont le premier titre fut décerné en 1984) se disputait à l'origine, et ce jusqu'en 1988, sur une distance réduite de 10 km (au lieu de 15 km actuellement) avec seulement 3 passages au pas de tir au lieu de 4.
| Année | Or                   | Argent                | Bronze                 |
| ----- | -------------------- | --------------------- | ---------------------- |
| 1958  | Adolf Wiklund        | Ole Gunneriusson      | Viktor Butakov         |
| 1959  | Vladimir Melanin     | Dimitri Sokolov       | Sven Agge              |
| 1961  | Kalevi Huuskonen     | Aleksandr Privalov    | Paavo Repo             |
| 1962  | Vladimir Melanin     | Antti Tyrväinen       | Valentin Pshenitsyn    |
| 1963  | Vladimir Melanin     | Antti Tyrväinen       | Hannu Posti            |
| 1965  | Olav Jordet          | Nikolaï Pouzanov      | Antti Tyrväinen        |
| 1966  | Jon Istad            | Josef Sobczak         | Vladimir Gundartsev    |
| 1967  | Viktor Mamatov       | Stanisław Szczepaniak | Jon Istad              |
| 1969  | Alexandre Tikhonov   | Rinnat Safine         | Magnar Solberg         |
| 1970  | Alexandre Tikhonov   | Tor Svendsberget      | Viktor Mamatov         |
| 1971  | Dieter Speer         | Alexandre Tikhonov    | Magnar Solberg         |
| 1973  | Alexandre Tikhonov   | Gennadiy Kovalev      | Tor Svendsberget       |
| 1974  | Juhani Suutarinen    | Gheorghe Gârniță      | Tor Svendsberget       |
| 1975  | Heikki Ikola         | Nikolaï Krouglov      | Esko Saira             |
| 1977  | Heikki Ikola         | Sigleif Johansen      | Alexandre Tikhonov     |
| 1978  | Odd Lirhus           | Frank Ullrich         | Eberhard Rösch         |
| 1979  | Klaus Siebert        | Alexandre Tikhonov    | Sigleif Johansen       |
| 1981  | Heikki Ikola         | Frank Ullrich         | Erkki Antila           |
| 1982  | Frank Ullrich        | Eirik Kvalfoss        | Terje Krokstad         |
| 1983  | Frank Ullrich        | Frank-Peter Rötsch    | Peter Angerer          |
| 1985  | Frank-Peter Rötsch   | Youri Kachkarov       | Tapio Piipponen        |
| 1986  | Valeri Medvedtsev    | André Sehmisch        | Alfred Eder            |
| 1987  | Frank-Peter Rötsch   | Josh Thompson         | Jan Matouš             |
| 1989  | Eirik Kvalfoss       | Gisle Fenne           | Fritz Fischer          |
| 1990  | Valeri Medvedtsev    | Sergeï Tchepikov      | Anatoliy Zdanovich     |
| 1991  | Mark Kirchner        | Aleksandr Popov       | Eirik Kvalfoss         |
| 1993  | Andreas Zingerle     | Sergueï Tarassov      | Sergueï Tchepikov      |
| 1995  | Tomasz Sikora        | Jon Åge Tyldum        | Oleg Ryzhenkov         |
| 1996  | Sergueï Tarassov     | Vladimir Dratchev     | Vadim Sachourine       |
| 1997  | Ricco Gross          | Oleg Ryzhenkov        | Ludwig Gredler         |
| 1999  | Sven Fischer         | Ricco Gross           | Vadim Sachourine       |
| 2000  | Wolfgang Rottmann    | Ludwig Gredler        | Frank Luck             |
| 2001  | Paavo Puurunen       | Vadim Sachourine      | Ilmārs Bricis          |
| 2003  | Halvard Hanevold     | Vesa Hietalahti       | Ricco Gross            |
| 2004  | Raphaël Poirée       | Tomasz Sikora         | Ole Einar Bjørndalen   |
| 2005  | Roman Dostál         | Michael Greis         | Ricco Gross            |
| 2007  | Raphaël Poirée       | Michael Greis         | Michal Šlesingr        |
| 2008  | Emil Hegle Svendsen  | Ole Einar Bjørndalen  | Maksim Maksimov        |
| 2009  | Ole Einar Bjørndalen | Christoph Stephan     | Jakov Fak              |
| 2011  | Tarjei Bø            | Maksim Maksimov       | Christoph Sumann       |
| 2012  | Jakov Fak            | Simon Fourcade        | Jaroslav Soukup        |
| 2013  | Martin Fourcade      | Tim Burke             | Fredrik Lindström      |
| 2015  | Martin Fourcade      | Emil Hegle Svendsen   | Ondřej Moravec         |
| 2016  | Martin Fourcade      | Dominik Landertinger  | Simon Eder             |
| 2017  | Lowell Bailey        | Ondřej Moravec        | Martin Fourcade        |
| 2019  | Arnd Peiffer         | Vladimir Iliev        | Tarjei Bø              |
| 2020  | Martin Fourcade      | Johannes Thingnes Bø  | Dominik Landertinger   |
| 2021  | Sturla Holm Lægreid  | Arnd Peiffer          | Johannes Dale          |
| 2023  | Johannes Thingnes Bø | Sturla Holm Lægreid   | Sebastian Samuelsson   |
| 2024  | Johannes Thingnes Bø | Tarjei Bø             | Benedikt Doll          |
| 2025  | Eric Perrot          | Tommaso Giacomel      | Quentin Fillon Maillet |

| Année | Or                 | Argent                  | Bronze                     |
| ----- | ------------------ | ----------------------- | -------------------------- |
| 1984  | Venera Chernychova | Liudmila Zabolotniana   | Tatiana Brylina            |
| 1985  | Kaija Parve        | Sanna Grønlid           | Eva Korpela                |
| 1986  | Eva Korpela        | Siv Bråten Lunde        | Sanna Grønlid              |
| 1987  | Sanna Grønlid      | Kaija Parve             | Tuija Vuoksiala            |
| 1988  | Anne Elvebakk      | Elin Kristiansen        | Venera Chernychova         |
| 1989  | Petra Schaaf       | Anne Elvebakk           | Svetlana Davidova          |
| 1990  | Svetlana Davidova  | Iva Schkodreva          | Petra Schaaf               |
| 1991  | Petra Schaaf       | Grete Ingeborg Nykkelmo | Iva Schkodreva             |
| 1993  | Petra Schaaf       | Myriam Bédard           | Svetlana Paramygina        |
| 1995  | Corinne Niogret    | Uschi Disl              | Ekaterina Dafovska         |
| 1996  | Emmanuelle Claret  | Olga Melnik             | Olena Petrova              |
| 1997  | Magdalena Forsberg | Olena Zubrilova         | Ekaterina Dafovska         |
| 1999  | Olena Zubrilova    | Corinne Niogret         | Albina Akhatova            |
| 2000  | Corinne Niogret    | Yu Shumei               | Magdalena Forsberg         |
| 2001  | Magdalena Forsberg | Liv Grete Poirée        | Olena Zubrilova            |
| 2003  | Kateřina Holubcová | Olena Zubrilova1        | Gunn Margit Andreassen     |
| 2004  | Olga Pyleva        | Albina Akhatova         | Olena Petrova              |
| 2005  | Andrea Henkel      | Sun Ribo                | Linda Tjørhom              |
| 2007  | Linda Grubben      | Florence Baverel-Robert | Martina Glagow             |
| 2008  | Ekaterina Iourieva | Martina Glagow          | Oksana Khvostenko          |
| 2009  | Kati Wilhelm       | Teja Gregorin           | Tora Berger                |
| 2011  | Helena Ekholm      | Tina Bachmann           | Vita Semerenko             |
| 2012  | Tora Berger        | Marie-Laure Brunet      | Helena Ekholm              |
| 2013  | Tora Berger        | Andrea Henkel           | Valj Semerenko             |
| 2015  | Ekaterina Yurlova  | Gabriela Soukalová      | Kaisa Mäkäräinen           |
| 2016  | Marie Dorin-Habert | Anaïs Bescond           | Laura Dahlmeier            |
| 2017  | Laura Dahlmeier    | Gabriela Soukalová      | Alexia Runggaldier         |
| 2019  | Hanna Öberg        | Lisa Vittozzi           | Justine Braisaz            |
| 2020  | Dorothea Wierer    | Vanessa Hinz            | Marte Olsbu Røiseland      |
| 2021  | Markéta Davidová   | Hanna Öberg             | Ingrid Landmark Tandrevold |
| 2023  | Hanna Öberg        | Linn Persson            | Lisa Vittozzi              |
| 2024  | Lisa Vittozzi      | Janina Hettich-Walz     | Julia Simon                |
| 2025  | Julia Simon        | Ella Halvarsson         | Lou Jeanmonnot             |

1 : Olena Zubrilova a changé de nationalité en 2002, passant de l'Ukraine à la Biélorussie.

### Sprint
La première édition est disputée en 1974 (hommes). L'épreuve féminine du sprint, dont le premier titre fut décerné en 1984, se disputait à l'origine, et ce jusqu'en 1988, sur une distance réduite de 5 km (au lieu de 7,5 km actuellement).
| Année | Or                    | Argent                 | Bronze                     |
| ----- | --------------------- | ---------------------- | -------------------------- |
| 1974  | Juhani Suutarinen     | Günther Bartnick       | Torsten Wadman             |
| 1975  | Nikolaï Krouglov      | Alexander Elisarov     | Klaus Siebert              |
| 1976  | Alexandre Tikhonov    | Alexander Elisarov     | Nikolaï Krouglov           |
| 1977  | Alexandre Tikhonov    | Nikolaï Krouglov       | Alexander Ushakov          |
| 1978  | Frank Ullrich         | Eberhard Rösch         | Klaus Siebert              |
| 1979  | Frank Ullrich         | Odd Lirhus             | Luigi Weiss                |
| 1981  | Frank Ullrich         | Erkki Antila           | Yvon Mougel                |
| 1982  | Eirik Kvalfoss        | Frank Ullrich          | Vladimir Alikin            |
| 1983  | Eirik Kvalfoss        | Peter Angerer          | Alfred Eder                |
| 1985  | Frank-Peter Rötsch    | Eirik Kvalfoss         | Johann Passler             |
| 1986  | Valeri Medvedtsev     | Franz Schuler          | André Sehmisch             |
| 1987  | Frank-Peter Rötsch    | Matthias Jacob         | André Sehmisch             |
| 1989  | Frank Luck            | Eirik Kvalfoss         | Youri Kachkarov            |
| 1990  | Mark Kirchner         | Eirik Kvalfoss         | Sergueï Tchepikov          |
| 1991  | Mark Kirchner         | Frank Luck             | Eirik Kvalfoss             |
| 1993  | Mark Kirchner         | Jon Åge Tyldum         | Sergueï Tarasov            |
| 1995  | Patrice Bailly-Salins | Pavel Mouslimov        | Ricco Gross                |
| 1996  | Vladimir Dratchev     | Viktor Maïgourov       | René Cattarinussi          |
| 1997  | Wilfried Pallhuber    | René Cattarinussi      | Oleg Ryzhenkov             |
| 1999  | Frank Luck            | Patrick Favre          | Frode Andresen             |
| 2000  | Frode Andresen        | Pavel Rostovtsev       | René Cattarinussi          |
| 2001  | Pavel Rostovtsev      | René Cattarinussi      | Halvard Hanevold           |
| 2003  | Ole Einar Bjørndalen  | Ricco Gross            | Zdeněk Vítek               |
| 2004  | Raphaël Poirée        | Ricco Gross            | Ole Einar Bjørndalen       |
| 2005  | Ole Einar Bjørndalen  | Sven Fischer           | Ilmārs Bricis              |
| 2007  | Ole Einar Bjørndalen  | Michal Šlesingr        | Andriy Deryzemlya          |
| 2008  | Maxim Tchoudov        | Halvard Hanevold       | Ole Einar Bjørndalen       |
| 2009  | Ole Einar Bjørndalen  | Lars Berger            | Halvard Hanevold           |
| 2011  | Arnd Peiffer          | Martin Fourcade        | Tarjei Bø                  |
| 2012  | Martin Fourcade       | Emil Hegle Svendsen    | Carl-Johan Bergman         |
| 2013  | Emil Hegle Svendsen   | Martin Fourcade        | Jakov Fak                  |
| 2015  | Johannes Thingnes Bø  | Nathan Smith           | Tarjei Bø                  |
| 2016  | Martin Fourcade       | Ole Einar Bjørndalen   | Serhiy Semenov             |
| 2017  | Benedikt Doll         | Johannes Thingnes Bø   | Martin Fourcade            |
| 2019  | Johannes Thingnes Bø  | Aleksandr Loguinov     | Quentin Fillon Maillet     |
| 2020  | Aleksandr Loguinov    | Quentin Fillon Maillet | Martin Fourcade            |
| 2021  | Martin Ponsiluoma     | Simon Desthieux        | Émilien Jacquelin          |
| 2023  | Johannes Thingnes Bø  | Tarjei Bø              | Sturla Holm Lægreid        |
| 2024  | Sturla Holm Lægreid   | Johannes Thingnes Bø   | Vetle Sjåstad Christiansen |
| 2025  | Johannes Thingnes Bø  | Campbell Wright        | Quentin Fillon Maillet     |

| Année | Or                      | Argent                     | Bronze                           |
| ----- | ----------------------- | -------------------------- | -------------------------------- |
| 1984  | Venera Chernychova      | Sanna Grønlid              | Andrea Grossegger                |
| 1985  | Sanna Grønlid           | Kaija Parve                | Venera Chernychova               |
| 1986  | Kaija Parve             | Nadeshda Belova            | Eva Korpela                      |
| 1987  | Elena Golovina          | Venera Chernychova         | Anne Elvebakk                    |
| 1988  | Petra Schaaf            | Eva Korpela                | Anne Elvebakk                    |
| 1989  | Anne Elvebakk           | Zvetana Krasteva           | Natalia Prikostshikova           |
| 1990  | Anne Elvebakk           | Svetlana Davidova          | Elin Kristiansen                 |
| 1991  | Grete Ingeborg Nykkelmo | Svetlana Davidova          | Elena Golovina                   |
| 1993  | Myriam Bédard           | Nadejda Talanova           | Elena Belova                     |
| 1995  | Anne Briand             | Uschi Disl                 | Corinne Niogret                  |
| 1996  | Olga Romasko            | Ann-Elen Skjelbreid        | Magdalena Wallin1                |
| 1997  | Olga Romasko            | Olena Zubrilova            | Magdalena Forsberg1              |
| 1999  | Martina Zellner         | Magdalena Forsberg1        | Olena Zubrilova2                 |
| 2000  | Liv Grete Skjelbreid3   | Katrin Apel                | Martina Zellner                  |
| 2001  | Kati Wilhelm            | Uschi Disl                 | 3 Liv Grete Poirée               |
| 2003  | Sylvie Becaert          | Olena Petrova              | Kateřina Holubcová               |
| 2004  | Liv Grete Poirée3       | Anna Bogali                | Ekaterina Ivanova Martina Glagow |
| 2005  | Uschi Disl              | Olga Zaïtseva              | Olena Zubrilova2                 |
| 2007  | Magdalena Neuner        | Anna Carin Olofsson        | Natalia Gousseva                 |
| 2008  | Andrea Henkel           | Albina Akhatova            | Oksana Khvostenko                |
| 2009  | Kati Wilhelm            | Simone Hauswald            | Olga Zaïtseva                    |
| 2011  | Magdalena Neuner        | Kaisa Mäkäräinen           | Anastasia Kuzmina                |
| 2012  | Magdalena Neuner        | Darya Domracheva           | Vita Semerenko                   |
| 2013  | Olena Pidhrushna        | Tora Berger                | Vita Semerenko                   |
| 2015  | Marie Dorin-Habert      | Weronika Nowakowska        | Valj Semerenko                   |
| 2016  | Tiril Eckhoff           | Marie Dorin-Habert         | Laura Dahlmeier                  |
| 2017  | Gabriela Koukalová      | Laura Dahlmeier            | Anaïs Chevalier                  |
| 2019  | Anastasia Kuzmina       | Ingrid Landmark Tandrevold | Laura Dahlmeier                  |
| 2020  | Marte Olsbu Røiseland   | Susan Dunklee              | Lucie Charvátová                 |
| 2021  | Tiril Eckhoff           | Anaïs Chevalier-Bouchet    | Hanna Sola                       |
| 2023  | Denise Herrmann-Wick    | Hanna Öberg                | Linn Persson                     |
| 2024  | Julia Simon             | Justine Braisaz-Bouchet    | Lou Jeanmonnot                   |
| 2025  | Justine Braisaz-Bouchet | Franziska Preuß            | Suvi Minkkinen                   |

Remarques :
1 Magdalena Wallin est devenue Magdalena Forsberg en 1996.
2 Olena Zubrilova a changé de nationalité en 2002, passant de l'Ukraine à la Biélorussie.
3 Liv Grete Skjelbreid est devenue en 2000 Liv Grete Poirée après son mariage avec Raphaël Poirée.

### Poursuite
Les titres en poursuite ont été décernés à partir de 1997.
| Année | Or                   | Argent               | Bronze                     |
| ----- | -------------------- | -------------------- | -------------------------- |
| 1997  | Viktor Maigourov     | Sergueï Tarassov     | Ole Einar Bjørndalen       |
| 1998  | Vladimir Dratchev    | Ole Einar Bjørndalen | Raphaël Poirée             |
| 1999  | Ricco Gross          | Frank Luck           | Sven Fischer               |
| 2000  | Frank Luck           | Pavel Rostovtsev     | Raphaël Poirée             |
| 2001  | Pavel Rostovtsev     | Raphaël Poirée       | Sven Fischer               |
| 2003  | Ricco Gross          | Halvard Hanevold     | Paavo Puurunen             |
| 2004  | Ricco Gross          | Raphaël Poirée       | Ole Einar Bjørndalen       |
| 2005  | Ole Einar Bjørndalen | Sergueï Tchepikov    | Sven Fischer               |
| 2007  | Ole Einar Bjørndalen | Maxim Tchoudov       | Vincent Defrasne           |
| 2008  | Ole Einar Bjørndalen | Maxim Tchoudov       | Alexander Wolf             |
| 2009  | Ole Einar Bjørndalen | Lars Berger          | Halvard Hanevold           |
| 2011  | Martin Fourcade      | Emil Hegle Svendsen  | Tarjei Bø                  |
| 2012  | Martin Fourcade      | Carl-Johan Bergman   | Anton Shipulin             |
| 2013  | Emil Hegle Svendsen  | Martin Fourcade      | Anton Shipulin             |
| 2015  | Erik Lesser          | Anton Shipulin       | Tarjei Bø                  |
| 2016  | Martin Fourcade      | Ole Einar Bjørndalen | Emil Hegle Svendsen        |
| 2017  | Martin Fourcade      | Johannes Thingnes Bø | Ole Einar Bjørndalen       |
| 2019  | Dmytro Pidruchnyi    | Johannes Thingnes Bø | Quentin Fillon Maillet     |
| 2020  | Émilien Jacquelin    | Johannes Thingnes Bø | Aleksandr Loguinov         |
| 2021  | Émilien Jacquelin    | Sebastian Samuelsson | Johannes Thingnes Bø       |
| 2023  | Johannes Thingnes Bø | Sturla Holm Lægreid  | Sebastian Samuelsson       |
| 2024  | Johannes Thingnes Bø | Sturla Holm Lægreid  | Vetle Sjåstad Christiansen |
| 2025  | Johannes Thingnes Bø | Campbell Wright      | Eric Perrot                |

| Année | Or                             | Argent              | Bronze                  |
| ----- | ------------------------------ | ------------------- | ----------------------- |
| 1997  | Magdalena Forsberg             | Olena Zubrilova     | Olga Romasko            |
| 1998  | Magdalena Forsberg             | Corinne Niogret     | Martina Zellner         |
| 1999  | Olena Zubrilova                | Martina Halinárová  | Martina Zellner         |
| 2000  | Magdalena Forsberg             | Uschi Disl          | Florence Baverel-Robert |
| 2001  | Liv Grete Poirée               | Corinne Niogret     | Magdalena Forsberg      |
| 2003  | Sandrine Bailly Martina Glagow |                     | Svetlana Ichmouratova   |
| 2004  | Liv Grete Poirée               | Martina Glagow      | Anna Bogali             |
| 2005  | Uschi Disl                     | Liu Xianying        | Olga Zaïtseva           |
| 2007  | Magdalena Neuner               | Linda Grubben       | Anna Carin Olofsson     |
| 2008  | Andrea Henkel                  | Ekaterina Iourieva  | Albina Akhatova         |
| 2009  | Helena Jonsson                 | Kati Wilhelm        | Olga Zaïtseva           |
| 2011  | Helena Ekholm                  | Tina Bachmann       | Vita Semerenko          |
| 2012  | Darya Domracheva               | Magdalena Neuner    | Olga Vilukhina          |
| 2013  | Tora Berger                    | Krystyna Pałka      | Olena Pidhrushna        |
| 2015  | Marie Dorin-Habert             | Laura Dahlmeier     | Weronika Nowakowska     |
| 2016  | Laura Dahlmeier                | Dorothea Wierer     | Marie Dorin-Habert      |
| 2017  | Laura Dahlmeier                | Darya Domracheva    | Gabriela Koukalová      |
| 2019  | Denise Herrmann                | Tiril Eckhoff       | Laura Dahlmeier         |
| 2020  | Dorothea Wierer                | Denise Herrmann     | Marte Olsbu Røiseland   |
| 2021  | Tiril Eckhoff                  | Lisa Theresa Hauser | Anaïs Chevalier-Bouchet |
| 2023  | Julia Simon                    | Denise Herrmann     | Marte Olsbu Røiseland   |
| 2024  | Julia Simon                    | Lisa Vittozzi       | Justine Braisaz-Bouchet |
| 2025  | Franziska Preuß                | Elvira Öberg        | Justine Braisaz-Bouchet |

### Départ groupé (Mass start)
Les titres dans cette épreuve ont été décernés à partir de l'édition 1999. 
En 2002, seule la mass start a lieu aux championnats du monde, les autres épreuves se disputant lors des JO.
| Année | Or                   | Argent                 | Bronze                 |
| ----- | -------------------- | ---------------------- | ---------------------- |
| 1999  | Sven Fischer         | Vladimir Dratchev      | Ole Einar Bjørndalen   |
| 2000  | Raphaël Poirée       | Pavel Rostovtsev       | Ole Einar Bjørndalen   |
| 2001  | Raphaël Poirée       | Ole Einar Bjørndalen   | Sven Fischer           |
| 2002  | Raphaël Poirée       | Sven Fischer           | Frode Andresen         |
| 2003  | Ole Einar Bjørndalen | Sven Fischer           | Raphaël Poirée         |
| 2004  | Raphaël Poirée       | Lars Berger            | Sergueï Konovalov      |
| 2005  | Ole Einar Bjørndalen | Sven Fischer           | Raphaël Poirée         |
| 2007  | Michael Greis        | Andreas Birnbacher     | Raphaël Poirée         |
| 2008  | Emil Hegle Svendsen  | Ole Einar Bjørndalen   | Maxim Tchoudov         |
| 2009  | Dominik Landertinger | Christoph Sumann       | Ivan Tcherezov         |
| 2011  | Emil Hegle Svendsen  | Evgeny Ustyugov        | Lukas Hofer            |
| 2012  | Martin Fourcade      | Björn Ferry            | Fredrik Lindström      |
| 2013  | Tarjei Bø            | Anton Shipulin         | Emil Hegle Svendsen    |
| 2015  | Jakov Fak            | Ondřej Moravec         | Tarjei Bø              |
| 2016  | Johannes Thingnes Bø | Martin Fourcade        | Ole Einar Bjørndalen   |
| 2017  | Simon Schempp        | Johannes Thingnes Bø   | Simon Eder             |
| 2019  | Dominik Windisch     | Antonin Guigonnat      | Julian Eberhard        |
| 2020  | Johannes Thingnes Bø | Quentin Fillon Maillet | Émilien Jacquelin      |
| 2021  | Sturla Holm Lægreid  | Johannes Dale          | Quentin Fillon Maillet |
| 2023  | Sebastian Samuelsson | Martin Ponsiluoma      | Johannes Thingnes Bø   |
| 2024  | Johannes Thingnes Bø | Andrejs Rastorgujevs   | Quentin Fillon Maillet |
| 2025  | Endre Strømsheim     | Sturla Holm Lægreid    | Johannes Thingnes Bø   |

| Année | Or                      | Argent                     | Bronze             |
| ----- | ----------------------- | -------------------------- | ------------------ |
| 1999  | Olena Zubrilova         | Olena Petrova              | Magdalena Forsberg |
| 2000  | Liv Grete Poirée        | Galina Koukleva            | Corinne Niogret    |
| 2001  | Magdalena Forsberg      | Martina Glagow             | Liv Grete Poirée   |
| 2002  | Olena Zubrilova         | Olga Pyleva                | Olga Nazarova      |
| 2003  | Albina Akhatova         | Svetlana Ichmouratova      | Sandrine Bailly    |
| 2004  | Liv Grete Poirée        | Katrin Apel                | Sandrine Bailly    |
| 2005  | Gro Istad-Kristiansen   | Anna Carin Olofsson        | Olga Pyleva        |
| 2007  | Andrea Henkel           | Martina Glagow             | Kati Wilhelm       |
| 2008  | Magdalena Neuner        | Tora Berger                | Ekaterina Iourieva |
| 2009  | Olga Zaïtseva           | Anastasia Kuzmina          | Helena Jonsson     |
| 2011  | Magdalena Neuner        | Darya Domracheva           | Tora Berger        |
| 2012  | Tora Berger             | Marie-Laure Brunet         | Kaisa Mäkäräinen   |
| 2013  | Darya Domracheva        | Tora Berger                | Monika Hojnisz     |
| 2015  | Valj Semerenko          | Franziska Preuß            | Karin Oberhofer    |
| 2016  | Marie Dorin-Habert      | Laura Dahlmeier            | Kaisa Mäkäräinen   |
| 2017  | Laura Dahlmeier         | Susan Dunklee              | Kaisa Mäkäräinen   |
| 2019  | Dorothea Wierer         | Ekaterina Yurlova          | Denise Herrmann    |
| 2020  | Marte Olsbu Røiseland   | Dorothea Wierer            | Hanna Öberg        |
| 2021  | Lisa Theresa Hauser     | Ingrid Landmark Tandrevold | Tiril Eckhoff      |
| 2023  | Hanna Öberg             | Ingrid Landmark Tandrevold | Julia Simon        |
| 2024  | Justine Braisaz-Bouchet | Lisa Vittozzi              | Lou Jeanmonnot     |
| 2025  | Elvira Öberg            | Océane Michelon            | Maren Kirkeeide    |

## Compétitions en équipes

### Relais
Les titres du relais sont décernés depuis 1966 chez les hommes et 1984 chez les femmes.
Le format du relais féminin a évolué plusieurs fois : 3 × 5 km de 1984 à 1988, 3 × 7,5 km de 1989 à 1992, 4 × 7,5 km de 1993 à 2002, 4 × 6 km depuis 2003.
| Année | Or                 | Argent               | Bronze               |
| ----- | ------------------ | -------------------- | -------------------- |
| 1966  | Norvège            | Pologne              | Suède                |
| 1967  | Norvège            | Union soviétique     | Suède                |
| 1969  | Union soviétique   | Norvège              | Finlande             |
| 1970  | Union soviétique   | Norvège              | Allemagne de l'Est   |
| 1971  | Union soviétique   | Norvège              | Pologne              |
| 1973  | Union soviétique   | Norvège              | Allemagne de l'Est   |
| 1974  | Union soviétique   | Finlande             | Norvège              |
| 1975  | Finlande           | Union soviétique     | Pologne              |
| 1977  | Union soviétique   | Finlande             | Allemagne de l'Est   |
| 1978  | Allemagne de l'Est | Norvège              | Allemagne de l'Ouest |
| 1979  | Allemagne de l'Est | Finlande             | Union soviétique     |
| 1981  | Allemagne de l'Est | Allemagne de l'Ouest | Union soviétique     |
| 1982  | Allemagne de l'Est | Norvège              | Union soviétique     |
| 1983  | Union soviétique   | Allemagne de l'Est   | Norvège              |
| 1985  | Union soviétique   | Allemagne de l'Est   | Allemagne de l'Ouest |
| 1986  | Union soviétique   | Allemagne de l'Est   | Italie               |
| 1987  | Allemagne de l'Est | Union soviétique     | Allemagne de l'Ouest |
| 1989  | Union soviétique   | Allemagne de l'Est   | Norvège              |
| 1990  | Italie             | France               | Allemagne de l'Ouest |
| 1991  | Allemagne          | Union soviétique     | Norvège              |
| 1993  | Italie             | Russie               | Allemagne            |
| 1995  | Allemagne          | France               | Biélorussie          |
| 1996  | Russie             | Allemagne            | Biélorussie          |
| 1997  | Allemagne          | Norvège              | Italie               |
| 1999  | Biélorussie        | Russie               | Norvège              |
| 2000  | Russie             | Norvège              | Allemagne            |
| 2001  | France             | Biélorussie          | Norvège              |
| 2003  | Allemagne          | Russie               | Biélorussie          |
| 2004  | Allemagne          | Norvège              | France               |
| 2005  | Norvège            | Russie               | Autriche             |
| 2007  | Russie             | Norvège              | Allemagne            |
| 2008  | Russie             | Norvège              | Allemagne            |
| 2009  | Norvège            | Autriche             | Allemagne            |
| 2011  | Norvège            | Russie               | Ukraine              |
| 2012  | Norvège            | France               | Allemagne            |
| 2013  | Norvège            | France               | Allemagne            |
| 2015  | Allemagne          | Norvège              | France               |
| 2016  | Norvège            | Allemagne            | Canada               |
| 2017  | Russie             | France               | Autriche             |
| 2019  | Norvège            | Allemagne            | Russie               |
| 2020  | France             | Norvège              | Allemagne            |
| 2021  | Norvège            | Suède                | RBU                  |
| 2023  | France             | Norvège              | Suède                |
| 2024  | Suède              | Norvège              | France               |
| 2025  | Norvège            | France               | Allemagne            |

| Année | Or               | Argent    | Bronze          |
| ----- | ---------------- | --------- | --------------- |
| 1984  | Union soviétique | Norvège   | États-Unis      |
| 1985  | Union soviétique | Norvège   | Finlande        |
| 1986  | Union soviétique | Suède     | Norvège         |
| 1987  | Union soviétique | Suède     | Norvège         |
| 1988  | Union soviétique | Norvège   | Suède           |
| 1989  | Union soviétique | Bulgarie  | Tchécoslovaquie |
| 1990  | Union soviétique | Norvège   | Finlande        |
| 1991  | Union soviétique | Norvège   | Allemagne       |
| 1993  | Tchéquie         | France    | Russie          |
| 1995  | Allemagne        | France    | Norvège         |
| 1996  | Allemagne        | France    | Ukraine         |
| 1997  | Allemagne        | Norvège   | Russie          |
| 1999  | Allemagne        | Russie    | France          |
| 2000  | Russie           | Allemagne | Ukraine         |
| 2001  | Russie           | Allemagne | Ukraine         |
| 2003  | Russie           | Ukraine   | Allemagne       |
| 2004  | Norvège          | Russie    | Allemagne       |
| 2005  | Russie           | Allemagne | Biélorussie     |
| 2007  | Allemagne        | France    | Norvège         |
| 2008  | Allemagne        | Ukraine   | France          |
| 2009  | Russie           | Allemagne | France          |
| 2011  | Allemagne        | France    | Biélorussie     |
| 2012  | Allemagne        | France    | Norvège         |
| 2013  | Norvège          | Ukraine   | Italie          |
| 2015  | Allemagne        | France    | Italie          |
| 2016  | Norvège          | France    | Allemagne       |
| 2017  | Allemagne        | Ukraine   | France          |
| 2019  | Norvège          | Suède     | Ukraine         |
| 2020  | Norvège          | Allemagne | Ukraine         |
| 2021  | Norvège          | Allemagne | Ukraine         |
| 2023  | Italie           | Allemagne | Suède           |
| 2024  | France           | Suède     | Allemagne       |
| 2025  | France           | Norvège   | Suède           |

### Épreuve par équipes
Le titre de champion du monde par équipes fut attribué de 1958 à 1965 à partir de la seule épreuve de biathlon disputée à l'époque, suivant le classement obtenu par addition des 4 (en 1958) puis 3 meilleurs temps individuels de chaque nation.
Une course de patrouilles (4 équipiers) était disputée de 1989 à 1998 : les 4 biathlètes partaient en même temps et devaient également arriver ensemble (comme lors d'un contre-la-montre par équipe en cyclisme). Évolution de la distance : 20 km (hommes) et 15 km (femmes) de 1989 à 1993 puis 10 km (hommes) et 7,5 km (femmes) de 1994 à 1998. Cette épreuve n'est plus courue en Coupe du monde.
| Année | Or               | Argent           | Bronze  |
| ----- | ---------------- | ---------------- | ------- |
| 1958  | Suède            | Union soviétique | Norvège |
| 1959  | Union soviétique | Suède            | Norvège |
| 1961  | Finlande         | Union soviétique | Suède   |
| 1962  | Union soviétique | Finlande         | Norvège |
| 1963  | Union soviétique | Finlande         | Norvège |
| 1965  | Norvège          | Union soviétique | Pologne |

| Année | Or                   | Argent               | Bronze             |
| ----- | -------------------- | -------------------- | ------------------ |
| 1989  | Union soviétique     | Allemagne de l'Ouest | Allemagne de l'Est |
| 1990  | Allemagne de l'Ouest | Tchécoslovaquie      | France             |
| 1991  | Italie               | Norvège              | Union soviétique   |
| 1992  | CEI                  | Norvège              | Estonie            |
| 1993  | Allemagne            | Russie               | France             |
| 1994  | Italie               | Russie               | Allemagne          |
| 1995  | Allemagne            | France               | Biélorussie        |
| 1996  | Biélorussie          | Russie               | Italie             |
| 1997  | Biélorussie          | Allemagne            | Pologne            |
| 1998  | Norvège              | Allemagne            | Russie             |

| Année | Or               | Argent               | Bronze               |
| ----- | ---------------- | -------------------- | -------------------- |
| 1989  | Union soviétique | Norvège              | Allemagne de l'Ouest |
| 1990  | Union soviétique | Allemagne de l'Ouest | Bulgarie             |
| 1991  | Union soviétique | Bulgarie             | Norvège              |
| 1992  | Allemagne        | CEI                  | Tchécoslovaquie      |
| 1993  | France           | Biélorussie          | Pologne              |
| 1994  | Biélorussie      | Norvège              | France               |
| 1995  | Norvège          | Allemagne            | France               |
| 1996  | Allemagne        | Ukraine              | France               |
| 1997  | Norvège          | Russie               | Ukraine              |
| 1998  | Russie           | Norvège              | Finlande             |

### Relais mixte
La première édition a eu lieu en 2005. La distance est de 4 x 6 km en 2005, 2006, 2020, 2023, 2024 et 2025. De 2007 à 2019, elle est de 2 x 6 km pour les femmes et 2 × 7,5 km pour les hommes. Elle est de 4 x 7,5 km en 2021.
| Année | Or        | Argent      | Bronze      |
| ----- | --------- | ----------- | ----------- |
| 2005  | Russie I  | Russie II   | Allemagne I |
| 2006  | Russie II | Norvège I   | France I    |
| 2007  | Suède     | France      | Norvège     |
| 2008  | Allemagne | Biélorussie | Russie      |
| 2009  | France    | Suède       | Allemagne   |
| 2010  | Allemagne | Norvège     | Suède       |
| 2011  | Norvège   | Allemagne   | France      |
| 2012  | Norvège   | Slovénie    | Allemagne   |
| 2013  | Norvège   | France      | Tchéquie    |
| 2015  | Tchéquie  | France      | Norvège     |
| 2016  | France    | Allemagne   | Norvège     |
| 2017  | Allemagne | France      | Russie      |
| 2019  | Norvège   | Allemagne   | Italie      |
| 2020  | Norvège   | Italie      | Tchéquie    |
| 2021  | Norvège   | Autriche    | Suède       |
| 2023  | Norvège   | Italie      | France      |
| 2024  | France    | Norvège     | Suède       |
| 2025  | France    | Tchéquie    | Allemagne   |

### Relais simple mixte
Mise au point en 2015 et disputée pour la première fois en coupe du monde en décembre de la même année, l'épreuve du relais mixte simple fait son apparition aux championnats du monde en 2019. Le relais simple se dispute par équipes de deux (une femme et un homme), chaque biathlète effectuant deux relais (alternativement) sur une distance de 3 km à chaque fois, sauf pour le relais final (4,5 km), pour un total de 13,5 km et 8 passages au tir.
| Année | Or      | Argent    | Bronze    |
| ----- | ------- | --------- | --------- |
| 2019  | Norvège | Italie    | Suède     |
| 2020  | Norvège | Allemagne | France    |
| 2021  | France  | Norvège   | Suède     |
| 2023  | Norvège | Autriche  | Italie    |
| 2024  | France  | Italie    | Norvège   |
| 2025  | France  | Norvège   | Allemagne |